# Anica Perpar
Anica Perpar, slovenska pesnica, * 7. september 1946, Gorje pri Cerknem.
Piše pesmi in prozo za odrasle in otroke. Napisala je tudi kratko radijsko igro Slepi čas. Je mama novinarke Saše Perpar.

## Življenje
Zgodnja otroška leta je preživela v Srbiji, nato pri babici v Gorjah, kasneje se je družina preselila v Tolmin, kjer je obiskovala in zaključila učiteljišče. Prvo službo je dobila v Logu pod Mangartom, nato je do upokojitve učila na osnovni šoli v Logatcu.

## Delo